# Castillo de Palau-sator
El castillo de Palau-sator, situado encima de un repecho en pleno centro de la población de Palau-sator, de la comarca catalana del Bajo Ampurdán, es un antiguo castillo construido en los siglos X y XI. Fue transformado en época gótica con una torre del homenaje y amplificando y amurallada la fortificación. Está declarado Bien Cultural de Interés Nacional.
En su origen, el interior probablemente se dividía en tres niveles; la puerta de acceso estaba en el primer piso, el muro, y el piso superior donde había ventanas en cada fachada.
Documentado en el año 994, consta que los Senesterra estuvieron arraigados durante mucho tiempo en la vida de este castillo. El caballero Bernat I de Senesterra y de Santaeugènia la adquirió en el año 1302. Bernat III Senesterra de Santaeugènia y de Caramany lo vendió en 1379 a Bernat Miquel. Posteriormente aparecen como propietarios los nombres de Bernat I, Bernat II, Guerau, Leonor de Agullana, su hija Magdalena, Martí de Sabater primer marqués de Benavent, y sus sucesores en el título: Francisco de Borja y de Ros, y su nieto Martí de Riquer y de Comelles, que sería el último señor de Palau-sator.